# سديم الحلقة الجنوبي
سديم الحلقة الجنوبي أو سديم الانفجارات الثمانية  أو إن جي سي 3132 أو ك 74 (بالإنجليزية:NGC 3132 , Eight-Burst Nebula, Southern Ring Nebula, ) هو سديم كوكبي لامع اختصه العلماء بالرصد والدراسة ؛ يوجد في في كوكبة الشراع . يبعد سديم الحلقة الجنوبية عن الأرض نحو 550 فرسخ فلكي ،أي ما يعادل 2000 سنة ضوئية.

## نواة سديم كوكبي
تبين صور السديم إن جي سي 3132 نجمين قريبين من بعضهما في داخله : أحدهما تبلغ شدة لمعانة 10 قدر ظاهري والآخر قدره الظاهري 16. نواة السديم الكوكبي الموجودة في المركز هي عبارة عن قزم أبيض ، وهو النجم القليل اللمعان بين الإثنين. والقزم الأبيض ساخن جدا وتصل درجة حرارة سطحه 100.000 كلفن وقد خلع طبقاته الخارجية وطردها في الفضاء فكونت تلك السحابة شديدة اللمعان بسبب ما يسقط عليها من النجم من أشعة فوق البنفسجية شديدة الكثافة فتجعلها تتألق.

## اقرأ أيضا
- سديم المشتري
- سديم عين القط
- منطقة هيدروجين II
- كتالوج كالدويل
- سديم الوردة

## وصلات خارجية
- Hubble Heritage release – A Glowing Pool of Light
- Hubble Heritage Project – Image of NGC 3132
- سديم الحلقة الجنوبي على موقع ويكي سكاي: DSS2, SDSS, GALEX, IRAS, Hydrogen α, X-Ray, Astrophoto, Sky Map, Articles and images
- Hubble Heritage site